# Euphorbia trigona
Euphorbia trigona е вид цъфтящо растение, което произхожда от Централна Африка. Като представител на род Млечка, видът се характеризира със сочни стъбла и клони, адаптирани към сух климат.

## Приложения
Растението обикновено се използва с декоративни цели, както и ритуално и за жив плет в Габон.